# Ambacourt
Ambacourt är en kommun i departementet Vosges i regionen Grand Est (tidigare regionen Lorraine) i nordöstra Frankrike. Kommunen ligger i kantonen Mirecourt som tillhör arrondissementet Neufchâteau. År 2022 hade Ambacourt 290 invånare.

## Befolkningsutveckling
Antalet invånare i kommunen Ambacourt
| Referens: INSEE |